# Blaine Harden
Blaine Harden (* 1952) ist ein amerikanischer Journalist und Schriftsteller. Sein Buch Flucht aus Lager 14, das die Geschichte von Shin Dong-hyuk beschreibt, wurde zum internationalen Bestseller.

## Werdegang
Blaine war 28 Jahre Korrespondent bei The Washington Post, wobei er in Asien, Osteuropa und Afrika sowie auch in New York und Seattle tätig war. Vier Jahre  arbeitete er als lokaler und nationaler Korrespondent für die New York Times und schrieb Artikel für das New York Times Magazine. Danach war er Autor für The Economist, PBS Frontline, Foreign Policy, National Geographic und The Guardian. Er lebt in Seattle.

## Werke
- Africa: Dispatches from a Fragile Continent (1990)
- A River Lost: The Life and Death of the Columbia (1996)
- Escape from Camp 14: One Man’s Remarkable Odyssey from North Korea to Freedom in the West (2012)
  - Flucht aus Lager 14, Deutsche Verlags-Anstalt, 2013 ISBN 978-3-421-04570-6
- The Great Leader and the Fighter Pilot: The True Story of the Tyrant Who Created North Korea and the Young Lieutenant Who Stole His Way to Freedom. Viking, New York 2015, ISBN 978-0-670-01657-0 (englisch, 290 S.).